# Luigi Castellazzi
Luigi Castellazzi fue un músico italiano y una de las figuras que tuvieron mayor influencia en las décadas del 50 y del 60 en el cultivo y la difusión de la música coral en la Argentina

Nació en Leno, Brescia, el 15 de julio de 1896. Desde muy joven sintió una auténtica vocación por crear, formar y dirigir grupos corales y de recuperar el clásico patrimonio polifónico vocal italiano, en ese tiempo casi totalmente olvidado.

## Biografía
Inició sus estudios en el Conservatorio Nacional de
Música “Giuseppe Verdi” de Milán y se diplomó en piano (1916), en órgano (1919) y en canto coral y dirección de coros (1932). Posteriormente en el mismo instituto dictó la cátedra de Dirección Coral. En 1937 fundó el grupo de “Madrigalistas de la Ciudad de Milán” conjunto de voces mixtas a capela, integrados generalmente por dieciséis voces cuyos grandes éxitos perduraron largamente en el recuerdo de quienes tuvieron el privilegio de escucharlos. Repitió luego esta experiencia con éxitos similares en centros artísticos de primerísimo orden como París, Madrid y Buenos Aires. Su elenco dio también conciertos en España en San Sebastián en febrero de 1947. Fue profesor de canto coral y dirección de coros entre 1933 y 1939 en el Instituto Nacional Virgilio de Milán. En 1949, obtuvo el primer premio en el festival mundial de coros en Madrid. Ese mismo año dio también conciertos en ocasión de los festivales de Llangollen en Inglaterra.
Sus trabajos de investigación le permitieron rescatar de los archivos de bibliotecas y museos valiosísimas expresiones de un vastísimo repertorio musical que tuvo plena vigencia popular en el Cinquecento italiano y en toda Europa hasta que el siglo XVII las desplazó totalmente. Castellazzi recuperó obras como “El Amphiparnaso” y “Le Veglie di Siena” de Orazio Vecchi (en que aparecen personajes de la Commedia dell’Arte), “Le donne al bucato” de Striggio, “Il festino del giovedi grasso” . La primera ejecución de esta obra tuvo lugar en Bologna aunque la edición original se publicó en Venecia en 1608. En nuestro continente fue el "Quinteto Madrigalista Castellazzi" dirigido por el maestro italiano Luigi Castellazzi, gran especialista en el género e integrado por los cantantes argentinos Carmen Favre, Noemí Souza, Sergio Tulián, Pablo Sosa y Mario Solomonoff, que la estrenó en Buenos Aires en 1961 y que la grabara ese mismo año el mencionado Quinteto Castellazzi “La pazzia senile”, “La saviezza giovanile” de Banchieri. y “La triacca musicale” de Croce, el Vere Languores de carácter religioso de Tomas Luis de Victoria , incluido en el Cancionero de Upsala del siglo XVI junto a muchas otras obras, verdaderos eslabones perdidos entre la música del Medioevo y la ópera. Los madrigales son composiciones, generalmente contrapuntísticas, sobre texto profano. Tanto por su carácter como por su dinámica expresiva y el acento puesto en la palabra dicha (que es significante y sonido a la vez), se le considera antecedente de la ópera y desarrollando habitualmente argumentos picarescos con mimos y coros hasta que la ópera impone el actor-cantante. Las transcripciones del Maestro Castellazzi fueron luego editadas en Londres, París y Milán y por Ricordi Americana así como también varias armonizaciones de música popular italiana, argentina, francesa y alemana 
Como compositor dejó igualmente muchas obras: varios cuartetos para cuerdas, sonatas para violín y piano, once nocturnos, un réquiem para coro “a capella”, una cantata para coro y orquesta, un coral y fuga para orquesta de cuerdas, otro para canto y piano y muchas más.
En 1948 enviado a la Argentina por el Ministerio de Relaciones Exteriores de Italia, desarrolló una vasta labor fundando los Madrigalistas de Buenos Aires y posteriormente en el ámbito de la Universidad de Tucumán, el coro de Madrigalistas de Tucumán y otros grupos con los que produjo el renacimiento y la difusión de la música coral que luego se extendió al resto del país. En 1950 durante la conmemoración del centenario de la muerte del General San Martín, en el anfiteatro cordillerano de la ciudad de Mendoza, dirigió un coro de 1500 voces procedentes de todo el país en el estreno de la “Cantata sanmartiniana” del maestro Julio Perceval. Creó también el coro de Madrigalistas de Cuyo. A partir de 1955 dictó la cátedra de dirección de canto coral en el Conservatorio Nacional López Buchardo y fue director del Coro de la Facultad de Derecho de Buenos Aires hasta fallecer imprevistamente en 1964 en París durante una gira de contactos para la realización de conciertos.
En 1957 el Gobierno Italiano a través de su Ministerio de Relaciones Exteriores le otorgó el título honorífico de Comendador de la Orden de la Estrella Italiana como reconocimiento a la contribución cultural de su trabajo y a los lazos de solidaridad con Italia que generó su labor como destacado representante de su país.
En 1964, la Editorial Kraft lo incluyó en la 8ava edición de su publicación “Quién es quién en la Argentina” (Biografías contemporáneas) que como lo expresa la misma editorial “recopilan los antecedentes de aquellas personas que en el campo de su actividad y con su esfuerzo promueven y mantienen a nuestro país en primera línea dentro del concierto de las naciones civilizadas”
Contemporáneamente con su labor docente en el Conservatorio López Buchardo formó un Quinteto de Madrigalistas que llevaba su nombre y con el que realizó una extensa gira de conciertos que abarcó no solo Buenos Aires y el interior del país sino también varias ciudades de Francia, Italia y España.
Tanto la crítica como el público fueron unánimes al consagrarlo por su sensibilidad e idoneidad como un verdadero maestro en la interpretación de las obras que componen su extenso repertorio de motetes, madrigales y composiciones polifónicas clásicas y modernas.